# Градски музей (Лудвигсхафен)
Градският музей на Лудвигсхафен (на немски: Stadtmuseum Ludwigshafen, Stadtmuseum der Stadt Ludwigshafen) е основан през 1984 г.
Музеят се намира в т. нар. „Ратхаус център“, най-високата сграда в централната част на града.
Скромната му експозиция е фокусирана върху историята на младия град и индустриален център Лудвигсхафен, както и на по-старите селища, намирали се на територията му преди основаването на града.
Освен постоянната експозиция музеят разполага и със зала за гостуващи изложби.